# Morganella spinigera
Morganella spinigera är en insektsart som först beskrevs av Karl Hermann Leonhard Lindinger 1909.  Morganella spinigera ingår i släktet Morganella och familjen pansarsköldlöss.
Artens utbredningsområde är Kamerun. Inga underarter finns listade i Catalogue of Life.